# Bibliothèque Joanina

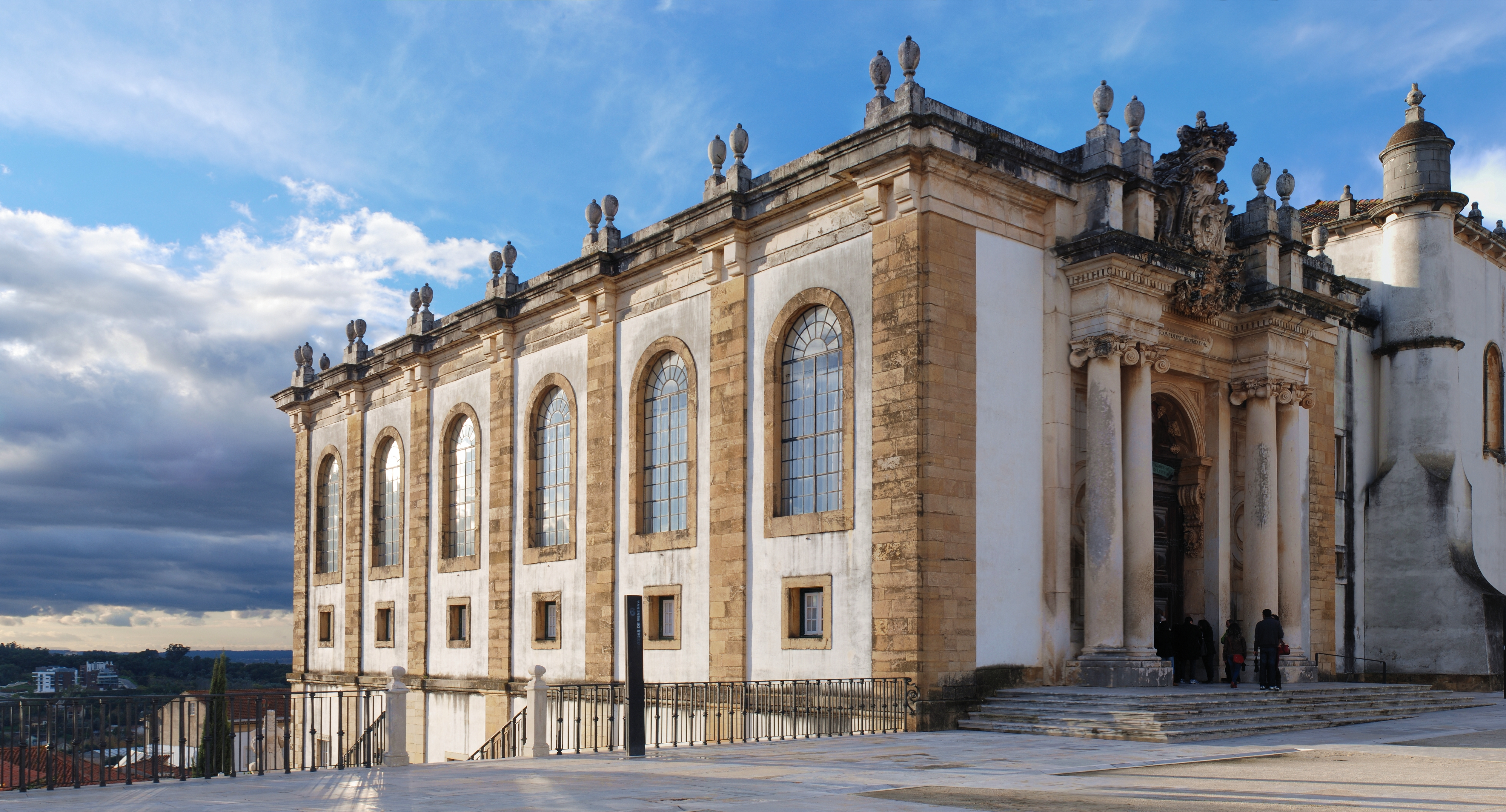
La bibliothèque Joanina.

La bibliothèque Joanina (en portugais : Biblioteca Joanina) est une  bibliothèque baroque située sur le site historique du campus de l'université de Coimbra, au centre historique de la ville de Coimbra.
Construite au XVIIIe siècle sous le règne du roi portugais Jean V. Elle est considérée comme l'une des plus belles bibliothèques historiques du monde, entre autres en raison des décorations magnifiques financées par les richesses ramenées du Brésil par les Portugais. C'est un monument national et l'une des principales attractions touristiques parmi les monuments anciens appartenant à l'université. Elle fait partie de la bibliothèque centrale de l'université de Coimbra.

## Architecture

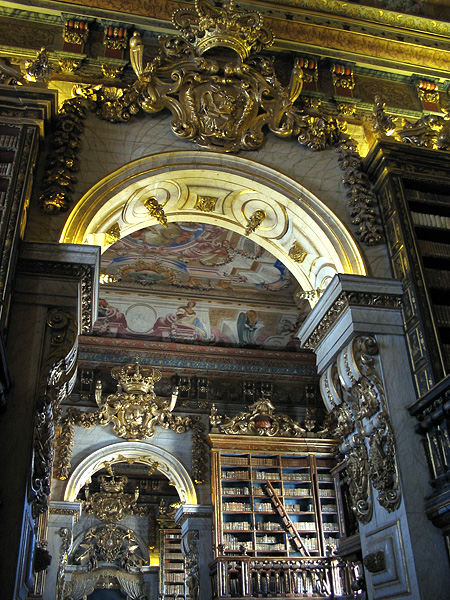

La bibliothèque est constituée de trois salles en enfilade. La bibliothèque Joanina est reconnue comme l'une des plus originales et plus spectaculaires bibliothèques baroques d'Europe.

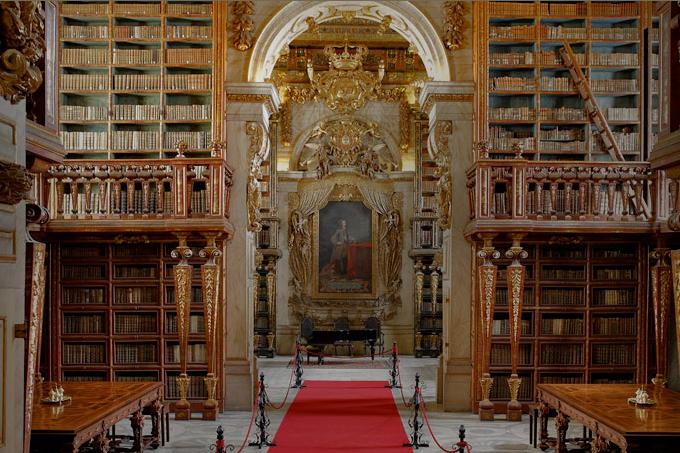

## Chauves-souris
La bibliothèque Joanina est peuplée par une colonie de chauves-souris qui se nourrissent des insectes qui entrent dans la bibliothèque. Les boiseries, rayonnages et les ouvrages stockés dans la bibliothèque sont ainsi protégés contre les parasites xylophages et bibliophages. Chaque soir, les imposantes tables de lecture en bois précieux sont recouvertes par des couvertures en cuir pour les protéger des déjections des chauves-souris qui sont actives la nuit. Chaque matin, le personnel nettoie le sol de la bibliothèque.